# جوایز موسیقی ام‌تی‌وی اروپا ۲۰۱۷
ام‌تی‌وی ای‌ام‌ایز ۲۰۱۷ (که همچنین با عنوان جوایز موسیقی ام‌تی‌وی اروپا شناخته می‌شود) (انگلیسی: 2017 MTV Europe Music Awards) در ۱۲ نوامبر ۲۰۱۷ در ومبلی آرنا، ومبلی، لندن، بریتانیا برگزار شد. میزبان این مراسم ریتا اورا بود. تیلور سوئیفت برای شش جایزه و پس از آن شان مندز برای پنج جایزه نامزد شدند. مندز چهار جایزه را کسب کرد و به عنوان برنده‌ترین هنرمند شب مراسم شناخته شد.